# Courcelles (Charente-Maritime)
Courcelles is een gemeente in het Franse departement Charente-Maritime (regio Nouvelle-Aquitaine) en telt 436 inwoners (1999). De plaats maakt deel uit van het arrondissement Saint-Jean-d'Angély.

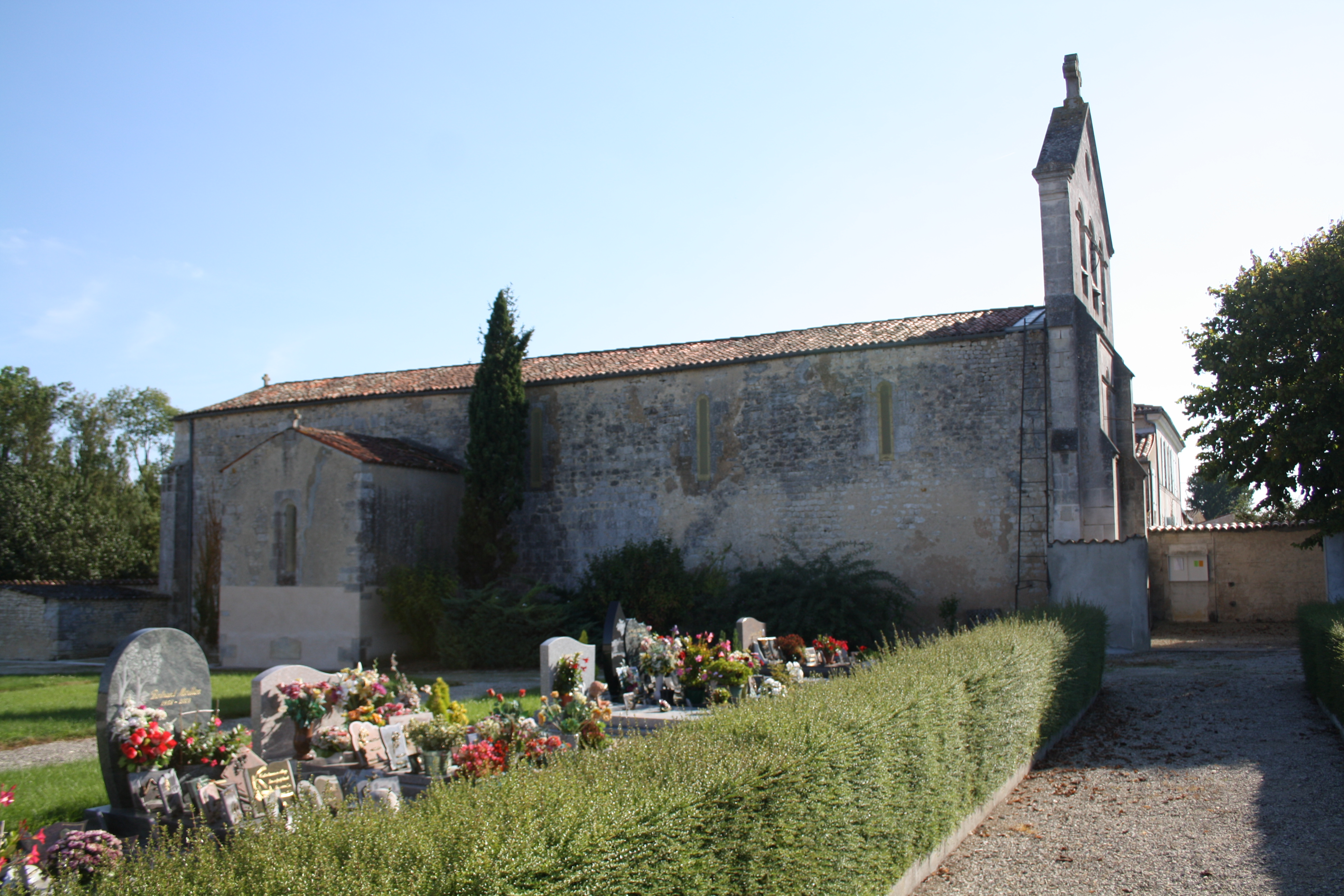
Kerk van Courcelles
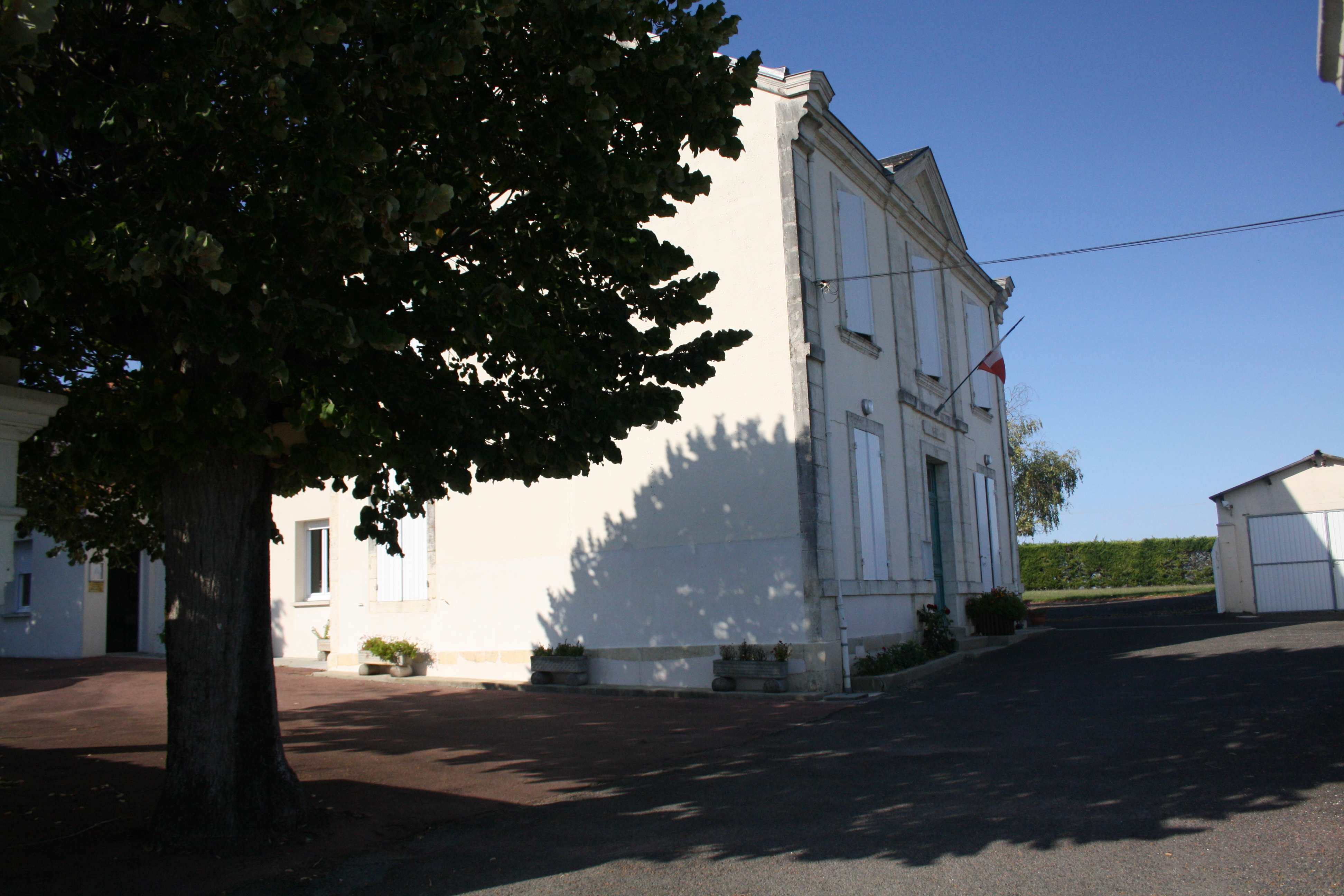
Gemeentehuis

## Geografie
De oppervlakte van Courcelles bedraagt 6,8 km², de bevolkingsdichtheid is 64,1 inwoners per km².
De onderstaande kaart toont de ligging van Courcelles (Charente-Maritime) met de belangrijkste infrastructuur en aangrenzende gemeenten.

## Demografie
Onderstaande figuur toont het verloop van het inwonertal (bron: INSEE-tellingen).

1. ↑  Populations de référence 2022.